# Otmar Rychlik

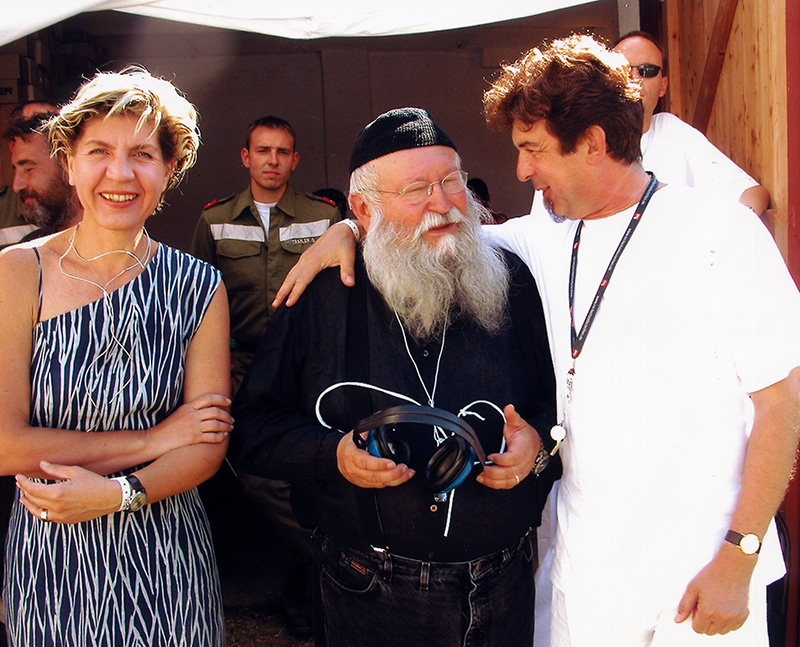
Otmar Rychlik (r.), Andrea Jünger-Rychlik (l.) und Hermann Nitsch

Otmar Rychlik (* 3. Juli 1956) ist ein österreichischer Kunsthistoriker und Hochschullehrer.

## Biografie
Otmar Rychlik studierte an den Universitäten Wien und Berlin Kunstgeschichte, Germanistik und Philosophie. 1991 dissertierte Rychlik bei Gerhard Schmidt an der Universität Wien über „Die Totenmaskenüberarbeitungen von Arnulf Rainer“ und war von 1978 bis 1990 wissenschaftlicher Mitarbeiter von Arnulf Rainer. 1981 begann er, Beiträge über moderne und alte Kunst in Zeitungen (Falter, Die Presse), Zeitschriften und Katalogen zu veröffentlichen.
Seit 1983 dozierte Rychlik an verschiedenen österreichischen Universitäten und Fachhochschulen, namentlich an der Universität Wien (Institut für Kunstgeschichte), an den Universitäten der bildenden Künste und für angewandte Kunst in Wien, an der Karl-Franzens-Universität Graz, der Fachhochschule in Wien und von 2015 bis 2023 nur noch an der Fachhochschule Kärnten.
1986 begann Rychlik Ausstellungen an österreichischen und internationalen Häusern zu kuratieren: in Wien an der Akademie der bildenden Künste, dem Museum Moderner Kunst (mumok), dem Museum für angewandte Kunst (MAK), der Albertina, dem Jüdischen Museum und dem Kunsthistorischen Museum (KHM).
Von 1991 bis 2003 war Rychlik wissenschaftlicher Mitarbeiter des Denkmalamtes für das Dehio-Handbuch der Kunstdenkmäler Österreichs Niederösterreich südlich der Donau.
1992 bis 1998 gestaltete Rychlik das Programm bildender Kunst am Kunsthaus Mürzzuschlag (Steiermark). Anschließend gründete er 1998 das Museum des Nötscher Kreises (Nötsch im Gailtal, Kärnten) und leitete es bis 2002. Von 2005 bis 2009 war Rychlik Kurator der Porträtgalerie des Wiener Burgtheaters und realisierte das „Gustav Klimt Foyer“ als Museum der Kartons (Entwürfe in Originalgröße) von Gustav Klimt für die Deckenbilder in den Stiegenhäusern des Burgtheaters.

## Bücher und Kataloge (Auswahl)
- Gustav Klimts Lehrer. Sieben Jahre an der Kunstgewerbeschule 1876–1882, Wien 2021, ISBN 978-3-9503771-5-6
- Weltrang Kunst Wiener Neustadt. Sieben Meisterwerke, Wien 2019, ISBN 978-3-9503771-2-5
- Gustav Klimt. Das Ringstraßenwerk 1887–1896, Wien 2018, ISBN 978-3-85409-899-7
- Anton Kolig. Briefe an Hannes Schwarz (Hg.), Wien 2015, ISBN 978-3-9503771-1-8
- Elke Krystufek. Harmonie 360, Wien 2014, ISBN 978-3-9503771-0-1
- Gustav Klimt im Kunsthistorischen Museum, Wien 2012, ISBN 978-3-9502145-6-7
- Gustav Klimt, Franz Matsch und Ernst Klimt im Burgtheater, Wien 2007, ISBN 978-3-9502145-2-9
- Hermann Nitsch. Das Orgien Mysterien Theater. 122. Aktion (Hg.), Burgtheater Wien 2005, ISBN 978-3-9502145-0-5
- Arnulf Rainer. Auf Kolig, Wien 2005, ISBN 3-902088-02-8
- Hermann Nitsch. Das Sechstagespiel des Orgien Mysterien Theaters. Prinzendorf 3.–9. August 1998 (Hg.), Stuttgart 2003, ISBN 3-7757-1339-5
- Anton Kolig 1886–1950. Das malerische Werk, Wien 2001, ISBN 3-85498-070-1
- Anton Kolig und seine letzten Modelle, Nötsch 2000, ISBN 3-9501340-0-X
- Emil Orlik an Marie von Gomperz. Briefe 1902–1932, Wien 1997, ISBN 3-85449-117-4
- Alfred Wickenburg. Das künstlerische Werk 1905–1945 (Hg.), Wien 1996, ISBN 3-85447-690-6
- Natürlichere Natur. Österreichische Malerei des Stimmungsrealismus (Hg.), Mürzzuschlag 1994
- Gäste. Große Welt in Bad Vöslau, Bad Vöslau 1994 (Hg.) – Neue erweiterte Auflage 2010, ISBN 978-3-9502145-5-0
- Die Totenmaskenüberarbeitungen von Arnulf Rainer, Wien 1991, ISBN 3-85449-015-1
- Raineriana. Aufsätze zum Werk von Arnulf Rainer (Hg.), Wien 1989, ISBN 3-205-05259-5

## Ausstellungen (Auswahl)
- Gustav Klimts Lehrer. Sieben Jahre an der Kunstgewerbeschule 1876–1882, Wien, Museum für angewandte Kunst 2021/22
- Christian Hutzinger. November, Sammlung Burghardt, Wien 2019
- Elke Krystufek. Harmonie 360, Gainfarn, Hausmuseum Otmar Rychlik 2014
- Gustav Klimt im Kunsthistorischem Museum (zum 150. Geburtstag), Wien 2012
- Gustav Klimt Foyer, Wien, Burgtheater 2009
- Junge Porträtgalerie, Wien, Burgtheater 2008/09
- Neue Porträtgalerie, Wien, Burgtheater 2006/07
- Anton Kolig. Männliche Aktzeichnungen, Wien, Albertina 2005
- Franz Wiegele. Frauenliebe und –leben. Zeichnungen aus Privatbesitz, Nötsch im Gailtal (Kärnten), Museum des Nötscher Kreises 2001
- Anton Kolig (1886–1950). Der Künstler und sein Werk (zum 50. Todestag), Nötsch im Gailtal (Kärnten), Museums des Nötscher Kreises, Volksschule Saak (Koligs Atelier), Schloss Wasserleonburg 2000
- Hermann Nitsch. L’Ultima cena, Mailand, Palazzo Stelline (Französisches Kulturinstitut) 2000
- Christy Astuy. Pleasure, Kunsthistorisches Museum Wien 2000
- Museum des Nötscher Kreises, Nötsch im Gailtal (Kärnten) 1998
- Jahresmuseum am Kunsthaus Mürzzuschlag. Carl Andre, Donald Judd, Wolfgang Laib, Sol Lewitt, Richard Long, Robert Mangold, Adrian Schiess, Rosemarie Trockel und andere, Mürzzuschlag (Steiermark) 1997/98
- Emil Orlik. Prag, Wien, Berlin, Jüdisches Museum der Stadt Wien 1997
- Jahresmuseum am Kunsthaus Mürzzuschlag. Gilbert Bretterbauer, Stanley Brouwn, Günter Brus, Ernst Caramelle, Gilbert & George, Kristjan Gudmundsson, On Kawara, Svetlana Kopystiansky, Hermann Nitsch, Lawrence Weiner, Mürzzuschlag (Steiermark) 1996/97
- Alfred Wickenburg. Das malerische Werk 1905–1945, Kunsthaus Mürzzuschlag (Steiermark) 1996
- Jahresmuseum am Kunsthaus Mürzzuschlag. Holger Bunk, Marlene Dumas, Jenny Holzer, Edmund Kalb, Elke Krystufek, Hans Kupelwieser, Maria Lassnig, Bruce Nauman, Arnulf Rainer, Hubert Schmalix, Pat Steir, Manfred Stumpf, Erwin Wurm, Heimo Zobernig, Mürzzuschlag (Steiermark) 1995/96
- Schatz und Schicksal. Steiermärkische Landesausstellung, Kurator für zeitgenössische Kunst, Mariazell 1996
- Hermann Nitsch. 37. Malaktion, Kunsthaus Mürzzuschlag (Steiermark) Jahresmuseum 1994/95
- Jahresmuseum am Kunsthaus Mürzzuschlag. Erwin Bohatsch, Gilbert & George, Franz Graf, Mario Merz, Hermann Nitsch, Dominik Steiger, Mürzzuschlag (Steiermark) 1994/95
- Gäste. Große Welt in Bad Vöslau, Schloss Vöslau bei Wien (Niederösterreich) 1994
- Natürlichere Natur. Österreichische Malerei des Stimmungsrealismus, Kunsthaus Mürzzuschlag (Steiermark) 1994
- Jahresmuseum am Kunsthaus Mürzzuschlag. Christy Astuy, Tony Cragg, Jiri Georg Dokoupil, Martin Honert, Thomas Huber, Jeff Koons, Attila Richard Lukacs, Tom Otterness, Mürzzuschlag (Steiermark) 1993/94
- Franz Xaver Ölzant. Skulpturen und Plastiken 1960 bis 1992, Neue Galerie der Stadt Linz 1993
- Arnulf Rainer. Obras Recentes (gemeinsam mit Fernando Pernes), Porto, Fundacao de Serralves 1993
- Jahresmuseum am Kunsthaus Mürzzuschlag. Bruno Gironcoli, Franz Graf, Peter Kogler, Hans Kupelwieser, Arnulf Rainer, Heimo Zobernig, Mürzzuschlag (Steiermark) 1992/93
- Franz Xaver Ölzant. Skulpturen und Plastiken 1960 bis 1983, Schloss Grafenegg bei Krems (Niederösterreich) 1992
- Franz Graf. Intervention bei Mercedes Wiesenthal & Co, Wien 1992
- Arnulf Rainer. Drawing on Death (gemeinsam mit Elsa Longhauser), Philadelphia, Moore College of Art 1990
- Arnulf Rainer. Ballett, Baden bei Wien, Galerie Menotti 1989
- Magie der Industrie. Niederösterreichische Landesausstellung, Kurator für bildende Kunst, Pottenstein (Niederösterreich) 1989
- Land in Sicht (gemeinsam mit Peter Noever), Budapest, Mücsarnok 1989
- Jugendwerke vom Schillerplatz, Wien, Akademie der bildenden Künste 1988
- Im Lauf der Zeichnung/Im Rahmen der Zeichnung (gemeinsam mit Helmut Draxler), Wiener Secession 1987
- Arnulf Rainer. Naturgeschichte, Schloss Grafenegg bei Krems (Niederösterreich) 1987
- Hermann Nitsch. 20. Malaktion, Wiener Secession 1987
- Emilio Vedova. Malerei, Wiener Secession 1986
- Georg Baselitz. Bäume (gemeinsam mit Detlev Gretenkort), Wiener Secession 1986
- Die großen Architekten der Ringstraßenzeit auf dem Lande, Schloss Vöslau bei Wien (Niederösterreich) 1986
- Arnulf Rainer. Schriftbildnereien, Wien; Museum moderner Kunst; Bremen, Kunsthalle; Utrecht, Hedendaagse Kunst 1986

## Vorlesungen (kleine Auswahl)
- Universität Akademie der bildenden Künste, Wien, Institut für Gegenwartskunst. Über das Zeitgenössische in der bildenden Kunst. – Die Kultur der Kunst. Seminar und Gespräche mit Künstlern vor Originalen des Kunsthistorischen Museums (Erwin Wurm/Francesco Laurana. Kurt Kocherscheidt/Paolo Veronese. Franz West/Diego Velázquez. Hans Kupelwieser/Giambologna. Hermann Nitsch/Max Klinger. Hubert Schmalix/Michelangelo da Caravaggio. Erwin Bohatsch/Jacob van Ruisdael. Heinrich Dunst/Jan Vermeer. Johanes Zechner/Rembrandt. Alois Mosbacher/Correggio)
- Karl-Franzens-Universität, Graz, Institut für Sportwissenschaften. Über Bewegung in der bildenden Kunst
- Universität für angewandte Kunst, Wien, Institut für Kunstgeschichte. Morphologie der bildenden Kunst
- Fachhochschule für Bauingenieurwesen, Wien. Einführung in die moderne und zeitgenössische Kunst I. – Einführung in die moderne und zeitgenössische Kunst II
- Fachhochschule für Architektur und Bauingenieurwesen, Technikum Kärnten, Spittal/Drau. Bau- und Kulturgeschichte I. – Bau- und Kulturgeschichte II. – Kunstgeschichte I. – Kunstgeschichte II.
- Universität Akademie der bildenden Künste, Wien, Institut für Wissenschaften und Technologien in der Kunst. Formengeschichte der Architektur. Von der Antike bis zum Ende des 19. Jahrhunderts I. – Formengeschichte der Architektur. Von der Antike bis zum Ende des 19. Jahrhunderts II.
- Universität Wien, Institut für Kunstgeschichte, Kunstgeschichte Österreichs im 20. Jahrhundert
- Universität für Angewandte Kunst, Wien, Studienzweig Bildhauerei (Prof. Erwin Wurm): Skulptur – Figur – Fotografie I. – Skulptur – Figur – Fotografie II